# Tumescență clitorală nocturnă
Tumescența clitoridiană (clitorală) nocturnă reprezintă erecția involuntară a clitorisului în timpul somnului, asociată cu mișcarea rapidă a ochilor. În unele cazuri, este însoțită de vise erotice. Fenomenul este similar cu tumescență nocturnă a penisului la bărbați. De asemenea, are loc dilatarea labiilor mari și mici, precum și de o creștere a contracțiilor uterine, datorită creșterii aportului de sânge spre organele genitale feminine.
Importanța procesului este discutabilă, unii savanți sunt de părere că în așa mod se realizează transportul oxigenului spre organele genitale pentru realizarea proceselor metabolice, prevenind apariția patologiilor organelor reproductive. Alții sunt de părere că umflarea aparatului erectil feminin strâmtorează uretra prevenind eliminarea inconștientă a urinei în timpul somnului.